# Масхадов, Аслан Алиевич
Асла́н (Хали́д) Али́евич Масха́дов (чечен. МасхадгІеран Іели Аслан (Халид); 21 сентября 1951, Шокай, Карагандинская область, Казахская ССР, СССР — 8 марта 2005, Толстой-Юрт, Чеченская республика, Российская Федерация) — чеченский государственный, политический и военный деятель, президент Чеченской Республики Ичкерия (ЧРИ). В начале 1990-х годов участвовал в создании вооружённых сил ЧРИ и руководил боевыми действиями вооружённых формирований ЧРИ против российских войск; с января 1997 по март 2005 года — президент ЧРИ.
Выходец из тайпа Аллерой.
Был убит 8 марта 2005 года в ходе спецоперации, проведённой Федеральной службой безопасности России.
В оглашённом в 2006 году приговоре Верховного суда Северной Осетии по делу Нурпаши Кулаева, единственного оставшегося в живых участника захвата школы № 1 в Беслане, содержится утверждение о причастности Масхадова к данному акту терроризма.

## Биография
Родился в посёлке Шокай Осакаровского района Карагандинской области Казахской ССР, куда его семья была депортирована в 1944 году. Выходец из тейпа Аллерой.
В 1957 году (по другим данным — в 1959 году) после реабилитации чеченского и ингушского народов вместе с семьёй вернулся в Чечено-Ингушскую республику, в село Зебир-Юрт Надтеречного района Чечено-Ингушской АССР. В 1966 году вступил в ВЛКСМ. В 1968 году окончил 10 классов средней школы в селе Надтеречное.

### Учёба и военная служба
В 1969 году поступил в Тбилисское высшее артиллерийское командное училище, которое окончил в 1972 году. Затем в 1972—1978 годах служил в Дальневосточном военном округе в в/ч 20119, дислоцированной в селе Платоновка Ханкайского района на берегу озера Ханка. Занимал должности командира огневого взвода, командира батареи, начальника штаба артиллерийского дивизиона и заместителя командира дивизиона. В 1972 году вступил в КПСС.
В 1978 году поступил в Ленинградскую Военно-артиллерийскую академию им. М. И. Калинина, которую в 1981 году окончил с отличием. По документам, в академии он числился Осланом, а однокурсники звали его Олегом. Они отмечали, что он тогда не придерживался мусульманской веры и был неравнодушен к спиртному.
Затем в 1981 году был направлен в Южную группу войск (Венгрия), где последовательно занимал должности командира дивизиона, начальника штаба, командира 407-го гвардейского самоходного артиллерийского орденов Богдана Хмельницкого и Александра Невского полка (г. Тата) 19-й гвардейской танковой дивизии.
По свидетельствам сослуживцев, его полк неоднократно награждался переходящим знаменем Военного Совета округа.

#### Служба в Литве
С 1986 года командир 379-го самоходного артиллерийского полка 107-й мотострелковой дивизии Прибалтийского военного округа (г. Вильнюс, Литва).
В 1990 году назначен начальником артиллерии дивизии, избран секретарём партийного комитета и председателем офицерского собрания. С 1991 года командовал штабом ракетных войск и артиллерии Вильнюсского гарнизона. Его солдаты прикрывали захват вильнюсского телецентра, но непосредственно в штурме не участвовали. Сам Масхадов за два дня до событий был отослан из Вильнюса своим командованием.
Был награждён орденами «За службу Родине в Вооружённых Силах СССР» II, III степени. На момент увольнения из Вооружённых сил Российской Федерации имел звание полковника.

#### В штабе Дудаева
В декабре 1992 года, после обострения ситуации на границе между Чечнёй и Ингушетией, Масхадов подал в отставку из Вооружённых сил России и прибыл в Грозный, где приказом Джохара Дудаева был назначен начальником Гражданской обороны Чечни, а вскоре — первым заместителем начальника Главного штаба Вооружённых сил ЧРИ.
В 1993—1994 годах руководил боевыми действиями против антидудаевской оппозиции в Урус-Мартановском, Надтеречном и Гудермесском районах. В марте 1994 года указом Дудаева был назначен начальником Главного штаба Вооружённых сил ЧРИ.

### Первая чеченская кампания
В Первую чеченскую войну Масхадов планировал и руководил проведением большинства крупных боевых и диверсионных операций чеченских вооружённых формирований.
С декабря 1994 года по январь 1995 года возглавлял оборону Президентского дворца в Грозном. По плану Масхадова, чеченцы пропустили российские танки в центр города, после чего нанесли удары так, чтобы подбитые боевые машины блокировали остальным пути отхода, а затем с верхних этажей домов расстреляли танки, которые не могли маневрировать на узких улицах. По некоторым данным, покинул город после того, как он был превращён в руины российской авиацией. В феврале 1995 года Дудаев присвоил Масхадову звание дивизионного генерала.
Штаб вооружённых сил Ичкерии был размещён им в горах на границе Веденского и Ножай-Юртовского районов. В мае 1995 года во время объявленного российскими войсками моратория на боевые действия Масхадов произвёл перегруппировку, реорганизовал свои силы по фронтам и направлениям.
В августе-октябре 1995 года возглавлял чеченскую делегацию на переговорах с федеральными властями. В соответствии с достигнутыми договорённостями, Масхадов был назначен сопредседателем специальной наблюдательной комиссии.
Под руководством Масхадова было разработано и осуществлено нападение на Грозный, Аргун и Гудермес 6 августа 1996 года (операция «Джихад»). Согласно его заявлению, операция была предпринята для того, «чтобы показать всему миру и прежде всего России боевой потенциал Вооружённых сил ЧРИ».
В марте 1995 года прокуратура Российской Федерации возбудила против Масхадова уголовное дело по фактам его причастности к созданию незаконных вооружённых формирований по 170-й (злоупотребление властью или служебным положением), 64-й и 77-й (измена Родине и бандитизм с мерой наказания вплоть до смертной казни) статьям Уголовного кодекса РСФСР и объявила его в розыск. Несмотря на это, в 1995 и 1996 гг. он неоднократно представлял чеченскую сторону на переговорах с российскими властями, а 31 августа 1996 года он подписал с Александром Лебедем Хасавюртовские соглашения, согласно которым рассмотрение вопроса о статусе Чечни откладывалось до 31 декабря 2001 года.

### Межвоенный период
17 октября 1996 года возглавил правительство ЧРИ: решением исполняющего обязанности президента Ичкерии Зелимхана Яндарбиева Масхадов стал одновременно премьер-министром коалиционного правительства Чечни и министром обороны, сохранив при этом должность начальника Главного штаба.
23 ноября 1996 года подписал с председателем правительства РФ Виктором Черномырдиным соглашение о принципах взаимоотношений между федеральным центром и ЧРИ.

#### Выборы
27 ноября 1996 года объявил о своём решении баллотироваться на пост президента ЧРИ (баллотировался в паре с вице-президентом Вахой Арсановым). По инициативе Масхадова все кандидаты должны были публично поклясться, что не допустят каких-либо провокаций и оскорбительных приёмов в отношении своих соперников. Главными соперниками Масхадова на предстоящих выборах были полевой командир Шамиль Басаев, и. о. президента ЧРИ Зелимхан Яндарбиев и министр пропаганды Мовлади Удугов.
27 января 1997 года был избран президентом ЧРИ, набрав 59,3 % голосов избирателей. Второе, третье и четвёртое места заняли Басаев (23,5 %), Яндарбиев (10,1 %) и Удугов (0,9 %) соответственно. С февраля одновременно занял пост председателя правительства ЧРИ. ОБСЕ не выявило каких-либо серьёзных нарушений в выборах. Правительство России признало Масхадова главой Чечни, но заявило, что не признают независимость. Чеченский адвокат и заслуженный юрист РСФСР Абдулла Хамзаев также отметил о том, что выборы проходили весьма открыто, и Масхадов — один из наиболее честно выбранных президентов.
12 мая 1997 года в Москве Масхадов и президент России Борис Ельцин подписали «Договор о мире и принципах взаимоотношений между Российской Федерацией и Чеченской Республикой Ичкерия».

#### Президентский срок
Спустя полгода после выборов Масхадов назначил Басаева «премьер-министром» ЧРИ.
Как пишет историк-кавказовед Джабраил Гакаев, Масхадов, возглавив ЧРИ, оказался, однако, не в состоянии консолидировать чеченское общество, поддержав вооружённое меньшинство и отвергнув сотрудничество с центристскими политическими силами и лояльной к России модернизированной частью населения. Как отмечает Гакаев, за время правления Масхадова в Чечне быстро деградировали экономика и социальная сфера:

Над Чечнёй реально нависла экологическая и эпидемиологическая катастрофа. Города и разрушенные сёла практически не восстанавливались, люди жили в разбитых кварталах, где уже давно нет ни канализации, ни воды, а часто — и электричества. Медицинское обслуживание, по существу, отсутствовало. Люди умирали от массовых болезней и голода, особенно высока смертность среди детей, практически всё население нуждается в психотерапии. Школы, вузы практически не работали, кроме нескольких частных колледжей. Усилился процесс арабизации образования. В Чечне явно обозначились признаки распада хозяйственных, культурных связей внутри социума. Из Чечни продолжался исход населения. По данным последней переписи (1989), здесь проживало 1270 тыс. человек, из них более 30 % русских и русскоязычных. Перед началом второй чеченской кампании население Ичкерии не превышало 400 тыс. (русских в Чечне осталось около 50 тыс.), здесь остались только те, кому некуда деться.

Реального строительства государства и восстановления экономики Чечни Масхадов осуществить не смог. Существование Чечни в экономическом плане было обеспечено только практически открытыми границами с остальной Россией, а также энергоносителями и электроэнергией из России.
В Чечне происходили похищения людей, захваты заложников (в том числе официальных российских представителей, работающих в Чечне), хищения нефти из нефтепроводов и нефтяных скважин, широко было распространено производство и контрабанда наркотиков, выпуск и распространение фальшивых денежных купюр, теракты и нападения на соседние российские регионы. На территории Чечни были созданы лагеря для обучения боевиков — молодых людей из мусульманских регионов России. Сюда направлялись из-за рубежа инструкторы по минно-подрывному делу и исламские проповедники. Значительную роль в жизни Чечни стали играть многочисленные арабские наёмники. Главной их целью стала дестабилизация положения в соседних с Чечнёй российских регионах и распространение идей сепаратизма на северокавказские республики (в первую очередь Дагестан, Карачаево-Черкесию, Кабардино-Балкарию).
Масхадов в своей информационной политике использовал высказывания антисемитского толка. Чеченский историк Лема Вахаев приводит один из примеров выступления Масхадова: «Сегодня я вынужден признать, что у нас есть ваххабитская идеология, которая делает из нашей молодёжи роботов, отравляет её сознание. Эта идеология привносится искусственно. Её внедряют и распространяют наши враги и евреи…». По мнению Вахаева, данное высказывание отражало мышление сепаратистов, находящихся у власти: «Антисемитизм сегодня привносится в чеченское общество правящей элитой, значительная часть которой находится под влиянием исламских радикалов-фундаменталистов. Именно поэтому на контролируемом движением ваххабитов телеканале „Кавказ“ лейтмотив „Нам равных нет. Мы все сметём. Держись, Россия — мы идём!“ неразрывно связан с призывом „Будет наш Иерусалим!“».
Масхадов трижды пережил покушения на свою жизнь: 23 июля 1998 года, 21 марта и 10 апреля 1999 года, когда нападавшие применили противотанковые ракеты и бомбы. Официально в этом обвиняли российские спецслужбы.

#### Внешняя политика
В ноябре 1997 года ездил в США, где встретился с несколькими американскими конгрессменами и координатором Госдепартамента по странам СНГ Стивеном Сестановичем.
В марте 1998 года ездил в Лондон, где встретился с лордом Алистером Макальпином и бывшим премьер-министром Маргарет Тэтчер.
В августе 1998 Масхадов совершил вторую поездку в США, где выступил на Международной конференции исламского единства в Вашингтоне. Чеченская делегация предложила вложить в Чечню 30 млрд долл.

#### Обострение ситуации
Сумевшая отстоять фактическую независимость, но не получившая юридического признания, Чеченская республика Ичкерия после войны 1994—1996 годов оказалась в сложном положении. Экономика страны была разрушена, резко упал уровень жизни населения. В межвоенный период практически полностью исчезло нечеченское население. Абсолютное большинство чеченцев жило в нищете, практически без законных средств к существованию, часто в разрушенных войной домах. Эту тяжёлую социально-экономическую картину усугубляла активизация преступных групп, на руках населения оказалось огромное количество оружия, во многих сёлах стали создаваться никому не подчинённые местные отряды ополчения. Почти во всех районах Чечни отряды боевиков сохранили свои структуры — штабы, «джамааты», военные базы, тюрьмы. Эти бандиты не считали чеченскую войну оконченной и в любой момент были готовы начать боевые действия и совершать теракты. Наиболее крупные работорговцы и бандиты стали чиновниками ЧРИ: Бауди Бакуев — «заместителем министра внутренних дел», Ваха Арсанов — «вице-президентом» и т. п.
Серьёзную опасность для внутренней стабильности Чечни создавали оппозиционные Масхадову силы. К середине 1998 года в Чечне насчитывалось около 300 отрядов боевиков, не входящих в структуру «вооружённых сил ЧРИ». Самые крупные из них — так называемая «Армия генерала Дудаева» под командованием Салмана Радуева, отряды Шамиля Басаева и Хаттаба. Группировка Радуева насчитывала до 3000 бойцов и 16 единиц бронетехники, в группировке Басаева людей и бронетехники было не меньше, отряды Хаттаба насчитывали около 500 человек. Противопоставить им Масхадов мог лишь 7000 бойцов и 60 единиц бронетехники.
Главным же процессом в межвоенной Чечне стал политический конфликт между радикальными исламистами, с одной стороны и правительством Масхадова — с другой. В 1998 году этот конфликт принял форму малой гражданской войны. В марте произошли бои между отрядами ваххабитов и войсками ЧРИ в Урус-Мартановском районе, в июне бои проходили в Грозном, в июле — в Гудермесе. Постоянно происходили провокации, направленные на дискредитацию чеченской власти в глазах мирового сообщества. В этом плане следует особо отметить факты убийства представителей организации «Врачи без границ», прекратившей после этого свою работу в Чечне, а также четырёх англичан, занимавшихся установкой спутниковой связи.
После кровавых событий в Гудермесе Масхадов объявил ваххабизм вне закона. Однако за ваххабитов вступились Радуев, Басаев и Исрапилов, обвинив Масхадова в сговоре с Москвой и потребовав его отставки. В ответ Масхадов отправил в отставку правительство Шамиля Басаева. В результате конфликта с полевыми командирами Масхадов потерял контроль над большей частью территории за пределами Грозного.
9 января 1999 года Масхадов выступил за создание исламского государства в Чечне. Урус-Мартановский район стал базой оппозиции, жившей по своим законам. Там иорданец Хаттаб открыл диверсионную базу.
3 февраля 1999 года в качестве уступки радикальным исламистам Масхадов подписал указ о введении в Чечне шариатского правления «в полном объёме». Парламент был лишён законодательных прав, а высшим законодательным органом стала Шура — исламский совет, был создан организационный комитет во главе с Ахмедом Закаевым по созданию «шариатской конституции». В ответ на это Басаев объявил о создании «оппозиционной Шуры», которую сам и возглавил. После этого он обвинил Масхадова в «репрессиях против участников войны и сторонников независимости Чечни», и в том, что «вместо объединения нации президент разделил народ по религиозному принципу».
Летом 1999 года противостояние между сторонниками Масхадова и радикальной оппозицией резко обострилось. 4 июня чеченское телевидение передало обращение Масхадова к оппозиции: «Встаньте рядом со мной. Поддержите меня, как вы это сделали во время войны и на президентских выборах. Помогите мне избавить Чечню от принявшего массовый характер позорного явления, связанного с похищением людей», и объявил, что «республика находится на грани междоусобной и межтейповой войны».
11 июня прошла встреча Масхадова и премьер-министра России Сергея Степашина, посвящённая борьбе с организованной преступностью в Чечне. На следующий день в чеченской столице 200 боевиков оппозиции пытались взять штурмом здание Службы национальной безопасности Чечни с целью освобождения своих людей. В трёхчасовой перестрелке шесть сотрудников спецслужбы получили ранения, среди нападавших было более десяти убитых.
В июле 1999 года по скоплению боевиков численностью 150—200 человек в районе Кизляра федеральными силами был нанесён предупредительный удар с помощью вертолётов, артиллерии и миномётов.
Тогда же Масхадов предпринял попытку консолидации с оппозицией. 12 июля в Грозном прошло предварительное заседание СНБ с участием Масхадова, Басаева, Удугова, Гелаева и других полевых командиров. Было решено, что СНБ будет высшим органом государственной власти Чечни и будет возглавляться самим Масхадовым.

#### Дагестанская война
7 августа 1999 года с территории Чечни было совершено массированное вторжение боевиков в Дагестан под общим командованием Шамиля Басаева и арабского наёмника Хаттаба, явившееся по сути ответом на призыв РФ совместно покончить с ваххабизмом в Дагестане. Ядро группировки боевиков составляли иностранные наёмники и бойцы «Исламской международной миротворческой бригады», связанной с «Аль-Каидой». Российские власти повторно и уже открыто провоцировали ичкерийское руководство провести совместную с федеральными силами операцию против исламистов в Дагестане. Было также предложено «решить вопрос о ликвидации баз, мест складирования и отдыха незаконных вооружённых формирований, от которых чеченское руководство всячески открещивается». Масхадов на словах осудил нападения на Дагестан и их организаторов и вдохновителей, однако реальных мер для противодействия им не предпринял.
Более месяца шли бои федеральных сил с вторгшимися боевиками, закончившиеся тем, что боевики были вынуждены отступить с территории Дагестана обратно в Чечню. В эти же дни — 4—16 сентября — в нескольких городах России (Москве, Волгодонске и Буйнакске) была осуществлена серия террористических актов, один из которых — в Рязани — был предупреждён по сигналу бдительного гражданина местным Управлением МВД России (операция «Рязанский сахар») — взрывы жилых домов.
Понимая, что последние события привели Чечню на грань новой войны, Масхадов всеми силами пытался, с одной стороны, дистанцироваться от наиболее радикальных повстанческих лидеров — вывел Мовлади Удугова из состава Совета безопасности ЧРИ, осудил участие чеченских полевых командиров в дагестанском конфликте, обвинив их в предательстве собственного народа, заявил, что «Чечня стала разменной картой в руках мировых держав, стремящихся стать хозяевами Кавказа и выдавить отсюда Россию», — а с другой стороны, то обвинял российское руководство в провокациях и нагнетании напряжённости, то заявлял о намерении предложить России сделать Чечню «важнейшим стратегическим партнёром на Северном Кавказе» и просил лидеров Ингушетии и Северной Осетии Руслана Аушева и Александра Дзасохова о помощи в предотвращении новой войны и в организации личной встречи с российским премьером Владимиром Путиным.
Учитывая, однако, неспособность Масхадова контролировать ситуацию в Чечне, российским руководством было принято решение о проведении военной операции по уничтожению боевиков на территории Чечни. Предложения Масхадова о встрече с президентом России были отклонены. «Никаких встреч ради того, чтобы дать боевикам зализать раны, не будет», заявил премьер-министр России Владимир Путин. 30 сентября российские войска пересекли административные границы Чечни.

### Вторая чеченская война
После ввода российских войск в Чечню Масхадов возглавил вооружённое сопротивление и занял пост руководителя Государственного комитета обороны ЧРИ. 10 марта 2000 года он был вновь объявлен властями РФ в федеральный, а в 2002 году — в международный розыск.
До 2002 года Масхадов с небольшим отрядом находился преимущественно в горной части Чечни. В 2002 году на общем собрании всех полевых командиров («Большом Маджлисе») террористы договорились о едином командовании, и подразделения ранее оппозиционной террористической организации «Маджлисуль Шура» Шамиля Басаева и Хаттаба перешли под командование Масхадова (был сформирован новый коллегиальный орган «Государственный Комитет Обороны — Маджлисуль Шура», к которому, согласно принятым поправкам к конституции ЧРИ, на время войны переходила вся полнота власти).
В последние годы Масхадов лишился опоры среди населения и боевиков, формально оставаясь избранным руководителем Чечни, с которым, по мнению зарубежной общественности, российское руководство могло бы вести переговоры о политическом урегулировании в республике. Многие его соратники, не выдержав тягот партизанской войны, сдались властям и прекратили открытое сопротивление. В то же время периодически появлялись сообщения о разногласиях в отношении методов вооружённой борьбы между Масхадовым и лидерами радикального крыла (Шамиль Басаев, Доку Умаров). Масхадов якобы не поддерживал акций по захватам заложников и взрывам жилых домов, приведших к массовой гибели мирных российских граждан.
В середине октября 2002 года Масхадов дал интервью французскому агентству Agence France-Presse, в котором заявил об активизации своих связей с наиболее экстремистскими лидерами чеченских террористов. Отвечая на вопросы агентства, Масхадов объяснил радикализацию своей позиции отказом Запада поддержать его. «Западные лидеры вынуждены заигрывать с Россией для разрешения своих глобальных проблем, таких как Балканы, Афганистан, Грузия, а теперь и Ирак», заявил он. «Теперь, когда война продолжается, мне нечего терять от того, что я связываюсь с такими людьми, как Басаев, Удугов или Яндарбиев — главными радикальными лидерами», подчеркнул Масхадов. При этом он заявил о некоей готовящейся сепаратистами «исключительной операции», однако какие-либо детали он раскрыть отказался. 23 октября чеченскими террористами были захвачены заложники в театральном центре на Дубровке в Москве. 25 октября в телефонном интервью азербайджанской газете «Зеркало» один из террористов, удерживавших заложников, заявил, что Масхадов принимал участие в подготовке этого теракта. В ноябре 2002 года Масхадов осудил теракт на Дубровке и объявил о возбуждении уголовного дела на Басаева, пригрозив сместить Басаева с должности, однако не предпринял каких-либо значимых действий. Басаев, взяв на себя ответственность за «Норд-Ост», сам подал в отставку, но остался в Чечне и вскоре вновь был назначен Масхадовым на ряд должностей в подпольном руководстве ЧРИ. Российские власти после теракта заявили об отказе от каких-либо переговоров с Масхадовым, обвинив его в причастности к организации этой акции. Правительство США заявило, что после теракта на Дубровке Масхадов полностью лишился легитимности и не может претендовать на участие в мирном процессе.
По утверждению Рамзана Кадырова, в марте 2004 года Масхадов был близок к тому, чтобы покинуть ряды сепаратистов и сдаться, прислав своих представителей для переговоров с Кадыровым. Тот намеревался предложить Масхадову должность командира комендантской роты. Однако, по словам Кадырова, переговоры сорвались после того, как несколько посланников Масхадова были убиты федеральными спецслужбами. Это вызвало недовольство Кадырова, по мнению которого кто-то намеренно препятствовал уходу Масхадова от сепаратистов.
Во время террористического акта в Беслане (сентябрь 2004 года), ответственность за который взял на себя Басаев, президент Северной Осетии Александр Дзасохов просил Масхадова (через Ахмеда Закаева) о помощи. Вечером 2 сентября Закаев от имени Масхадова сообщил агентству «Франс-Пресс», что Масхадов готов вылететь в Беслан и принять меры по освобождению заложников, если ему будут предоставлены гарантии личной неприкосновенности. Утром 3 сентября на сайте «Чечен.орг» появилось личное заявление Масхадова с осуждением теракта (на следующий день сайт «Чечен.орг» заявил, что материал от имени Масхадова является сомнительным и был вывешен неизвестным взломщиком). По словам Закаева, 3 сентября в 12:00 по московскому времени было достигнуто соглашение с Дзасоховым о прилёте Масхадова в тот же день в случае предоставления ему гарантий неприкосновенности. Дзасохов, в свою очередь, утверждал, что Закаев в это время сообщил лишь о передаче сообщения Масхадову и о готовности проинформировать Дзасохова, если поступят новые сведения (см. подробнее Противоречия, связанные с бесланским терактом). В 13:05 у террористов взорвались бомбы, а по данным участников штурма, танковые снаряды бронегруппы поддержки; выжившие заложники начали выбегать из школы, и через некоторое время начался штурм здания. 17 сентября заместитель генерального прокурора РФ Владимир Колесников заявил, что Генпрокуратура располагает доказательствами причастности Масхадова к теракту в Беслане. В 2006 году Масхадов был посмертно признан Верховным судом Северной Осетии одним из заказчиков теракта в Беслане.
8 сентября 2004 года ФСБ объявила, что выплатит 300 миллионов рублей за информацию, которая позволит нейтрализовать Басаева и Масхадова. 25 ноября российские власти заявили, что поимкой Масхадова и Басаева занялась специальная разведывательная служба, которая функционирует в составе контртеррористической группировки войск на Северном Кавказе; эта служба объединяет усилия ФСБ, МВД и ГРУ.
14 января 2005 года Масхадов подписал приказ «О приостановлении в одностороннем порядке наступательных боевых действий на всей территории ЧРИ и за её пределами на февраль месяц», который был впервые обнародован в СМИ 3 февраля. Во исполнение приказа Масхадова, Басаев, восстановленный Масхадовым в должности Военного Амира ГКО — Маджлисуль Шура ЧРИ, также отдал приказ подчинённым ему подразделениям прекратить наступательные боевые действия сроком до 22 февраля.

### Смерть
8 марта 2005 года Масхадов был убит в ходе спецоперации сотрудниками Центрa специального назначения ФСБ в селе Толстой-Юрт (Грозненский сельский район), где он скрывался в подземном бункере под домом одного из дальних родственников. В ходе штурма Масхадов оказал сопротивление, и спецназовцы привели в действие взрывное устройство, от ударной волны которого дом оказался полуразрушен. Задержанные во время спецоперации личный помощник Масхадова Вахид Мурдашев, племянник Масхадова Висхан Хаджимуратов, а также Скандарбек Юсупов и Ильяс Ирисханов были осуждены на различные сроки лишения свободы за участие в незаконных вооружённых формированиях и незаконное ношение оружия.
По утверждению Рамзана Кадырова, Масхадов «погиб в результате неосторожного обращения с оружием находившегося рядом с ним телохранителя». На процессе в Верховном суде Чечни выяснились подробности гибели Масхадова: смертельный выстрел был произведён из пистолета Макарова, которым был вооружён племянник и телохранитель Масхадова Висхан Хаджимуратов. Он так объяснил: «Дядя всегда мне говорил, чтобы я застрелил его, если он будет ранен и его попытаются взять в плен. Он говорил, что если попадет в плен, то над ним будут издеваться, как над Саддамом Хусейном».
Как утверждает сын Масхадова, российские спецслужбы вычислили местонахождение президента ЧРИ с помощью специальной аппаратуры, способной определить координаты мобильного телефона по IMEI-коду.
Толстой-Юрт (чечен. Дойкур-Эвл) — родовое село Руслана Хасбулатова, которое всегда считалось центром антидудаевской, а затем — антимасхадовской оппозиции. В Толстой-Юрт после начала второй войны (1999) перебрались многие земляки и родственники Масхадова из Ножай-Юртовского района.
15 марта 2005 года Центр общественных связей ФСБ объявил, что вознаграждение в размере 10 миллионов долларов «за Масхадова» было выплачено «в полном объёме», не уточнив при этом, кто и за что его получил. Тело Масхадова было доставлено в Москву, место захоронения его, как террориста, в соответствии с принятым в 2002 году законом, не разглашается.
После смерти Масхадова «президентом ЧРИ» стал вице-президент Абдул-Халим Садулаев.

## Награды, публикации
Масхадов был награждён орденами СССР «За службу Родине в ВС СССР» второй и третьей степеней, двумя высшими орденами ЧРИ «Честь Нации».
В феврале 1997 года опубликовал автобиографическую книгу «Честь дороже жизни».
15 сентября 2005 года новый «президент ЧРИ» Абдул-Халим Садулаев посмертно присвоил Масхадову воинское звание Генералиссимуса ЧРИ, наградил его высшим орденом Ичкерии «Къоман сий» («Честь нации») и переименовал Старопромысловский район города Джохара (Грозного) в Масхадовский район.

## Семья
Отца звали Али. У Аслана было три брата — Леча, Асламбек и Лема, — и две сестры — Буча и Жовзан. Младший брат Масхадова Асламбек был убит в 2002 году в результате спецоперации российских спецслужб. В 1972 году, приехав на побывку в село Зебир-Юрт, Масхадов женился на Кусаме Язедовне Семиевой из тейпа Гордалой, проживавшей в селе Знаменское Надтеречного района. В 1979 году у них родился сын Анзор, в 1981 году — дочь Фатима. Через какое-то время Аслан и Кусама развелись. По некоторым сведениям, в конце 2002 года Масхадов женился на молодой девушке из Исхой-Юрта и остался жить в этом селении.
После смерти Масхадова его семья живёт в Финляндии. Сын Анзор учился в Малайзии.
В конце 2004 года многие дальние родственники Масхадова были похищены. В Чечне ходили слухи, что похищенные родственники какое-то время содержались на одной из баз Службы безопасности президента Чечни возглавлявшейся Рамзаном Кадыровым, в его родовом селении Центарой (чечен. Хоси-Юрт) на юго-востоке Чечни.
В 2016 году вдова Масхадова Кусама вернулась в Чечню.

## Оценки
Генерал-полковник, Герой России Геннадий Трошев, который лично во время Первой чеченской войны не раз встречался с Масхадовым, так писал о нём в своих воспоминаниях:

Российские либералы долго пытались найти среди одиозных чеченских сепаратистов хоть одно человеческое лицо, пока не остановились на Аслане Масхадове. Они считали его той политической фигурой, с которой вполне можно иметь дело без особого ущерба для своей репутации. Со временем, разочаровавшись, многие из них признают, что сделали не тот выбор: внешне импозантный, рассудительный ичкерийский лидер оказался прямым соучастником кровавых преступлений. К тому же с годами он стал сдавать и ослаб настолько,
что напоминал чем-то киплингского волка Акелу, промахнувшегося на охоте и ожидающего пинка от молодого и наглого конкурента-вожака.
— Геннадий Трошев. «Моя война. Чеченский дневник окопного генерала», воспоминания, книга

«Аслан Масхадов, исходя из ситуации в мире, исходя из политических соображений, пытаясь дать отдых и перерыв людям для восстановления сил, играя в их политику, вступал в конфронтацию с теми, кто жёстко настаивал на том, чтобы перейти на позицию ислама… Я очень много общался с ним… Могу свидетельствовать, что он был истинным братом мусульманином и любил ислам»,
— из послания к 4-й годовщине провозглашения Имарата Кавказ Доку Умаров
По словам Рамзана Кадырова,

Масхадов — бедолага, старик. Его даже немного жалко. А Масхадов, по-моему, панически боится Басаева, ничего не понимает, вконец запутался.
— NEWSru.com//Новости России//Четверг, 6 мая 2004 г.
Бывший министр иностранных дел ЧРИ Ильяс Ахмадов называет негативные отзывы о Масхадове результатом «русской пропаганды»:

Аслан Масхадов был аристократ духа. Я бы больше сказал — последний аристократ духа. Трудно сегодня найти среди современных лидеров кого-нибудь, кто хотя бы отдаленно по цельности своей натуры, по способности к самопожертвованию во имя идеи, во имя своего народа мог бы сравниться с Асланом Масхадовым.
С теплотой вспоминала о Масхадове правозащитница Елена Боннэр:

Я утверждаю, что он не только был благородным человеком, он был хорошим человеком. И говорю это не с чужих слов, а по собственным впечатлениям от личного общения с ним. […] Я скорблю вместе с его близкими и c его народом.
Бывший советник президента России Владимира Путина, экономист Андрей Илларионов, сравнивая Масхадова и Рамзана Кадырова, отдаёт предпочтение первому:

Всё-таки какая разница между бывшим полковником Советской армии Асланом Масхадовым и нынешними тамошними бандитами! Как угодно можно относиться к его взглядам, но с точки зрения морали, с точки зрения принципов, с точки зрения отношения к жизням людей это, конечно, образец, вызывающий глубокое уважение.